# 35. ceremonia wręczenia nagród David di Donatello
35. ceremonia wręczenia włoskich nagród filmowych David di Donatello odbyła się 2 czerwca 1990 roku w Teatro delle Vittorie w Rzymie.

## Laureaci i nominowani
Laureaci nagród wyróżnieni są wytłuszczeniem.

### Najlepszy film
- Otwarte drzwi (Porte aperte), reż. Gianni Amelio
- Czerwony lobik (Palombella rossa), reż. Nanni Moretti
- Głos księżyca (La voce della luna), reż. Federico Fellini
- Il male oscuro, reż. Mario Monicelli
- Historia o chłopcach i dziewczętach (Storia di ragazzi e di ragazze), reż. Pupi Avati

### Najlepszy debiutujący reżyser
- Ricky Tognazzi – Piccoli equivoci
- Giacomo Campiotti – Wiosenna wycieczka (Corsa di primavera)
- Gianfranco Cabiddu – Disamistade
- Livia Giampalmo – Evelina e i suoi figli
- Monica Vitti – Sekretny skandal (Scandalo segreto)

### Najlepszy reżyser
- Mario Monicelli – Il male oscuro
- Gianni Amelio – Otwarte drzwi (Porte aperte)
- Pupi Avati – Historia o chłopcach i dziewczętach (Storia di ragazzi e di ragazze)
- Federico Fellini – Głos księżyca (La voce della luna)
- Nanni Loy – Scugnizzi
- Nanni Moretti – Czerwony lobik (Palombella rossa)

### Najlepszy reżyser zagraniczny
- Louis Malle – Milou w maju (Milou en mai)

### Najlepszy scenariusz
- Pupi Avati – Historia o chłopcach i dziewczętach (Storia di ragazzi e di ragazze)
- Nanni Moretti – Czerwony lobik (Palombella rossa)
- Suso Cecchi D’Amico i Tonino Guerra – Il male oscuro
- Gianni Amelio, Vincenzo Cerami i Alessandro Sermoneta – Otwarte drzwi (Porte aperte)
- Nanni Loy i Elvio Porta – Scugnizzi

### Najlepszy scenariusz zagraniczny
- Woody Allen – Zbrodnie i wykroczenia (Crimes and Misdemeanors)

### Najlepszy producent
- Mario Cecchi Gori, Vittorio Cecchi Gori i Gianni Minervini – Tournée (Turné)
- Mario Orfini - Dr Grasler (Mio caro dottor Gräsler)
- Angelo Barbagallo i Nanni Moretti – Czerwony lobik (Palombella rossa)
- Angelo Rizzoli Jr. - Otwarte drzwi (Porte aperte)
- Giovanni Di Clemente - Scugnizzi
- Mario Cecchi Gori i Vittorio Cecchi Gori – Głos księżyca (La voce della luna)

### Najlepszy producent zagraniczny
- Noel Pearson – Moja lewa stopa (My Left Foot)

### Najlepsza aktorka
- Elena Sofia Ricci – Ne parliamo lunedì
- Virna Lisi – Wesołych świat... Szczęśliwego Nowego Roku (Buon Natale... buon anno)
- Stefania Sandrelli – Evelina e i suoi figli
- Lina Sastri – Piccoli equivoci
- Anna Bonaiuto – Donna d'ombra

### Najlepszy aktor
- Paolo Villaggio – Głos księżyca (La voce della luna)
- Gian Maria Volonté – Otwarte drzwi (Porte aperte )
- Massimo Troisi – Która godzina? (Che ora è?)
- Sergio Castellitto – Piccoli equivoci
- Giancarlo Giannini – Il male oscuro
- Nanni Moretti – Czerwony lobik (Palombella rossa)

### Najlepsza aktorka drugoplanowa
- Nancy Brilli – Piccoli equivoci
- Stefania Sandrelli – Il male oscuro
- Pamela Villoresi – Evelina e i suoi figli
- Mariella Valentini – Czerwony lobik (Palombella rossa)
- Amanda Sandrelli – Amori in corso

### Najlepszy aktor drugoplanowy
- Sergio Castellitto – Tre colonne in cronaca
- Ennio Fantastichini – Otwarte drzwi (Porte aperte)
- Alessandro Haber – Willy Signori e vengo da lontano
- Vittorio Caprioli – Il male oscuro
- Roberto Citran – Piccoli equivoci

### Najlepszy aktor zagraniczny
- Philippe Noiret – Życie i nic więcej (La vie et rien d'autre)

### Najlepsza aktorka zagraniczna
- Jessica Tandy – Wożąc panią Daisy (Driving Miss Daisy)

### Najlepsze zdjęcia
- Giuseppe Rotunno – Dr Grasler (Mio caro dottor Gräsler)
- Tonino Delli Colli – Głos księżyca (La voce della luna)
- Pasqualino De Santis – Senator (Dimenticare Palermo)
- Tonino Nardi – Otwarte drzwi (Porte aperte)
- Luciano Tovoli – Która godzina? (Che ora è?)

### Najlepsza muzyka
- Claudio Mattone – Scugnizzi
- Mario Nascimbene – Blue dolphin - l'avventura continua
- Riz Ortolani – Historia o chłopcach i dziewczętach (Storia di ragazzi e di ragazze)
- Nicola Piovani – Głos księżyca (La voce della luna)
- Armando Trovajoli – Która godzina? (''Che ora è?)

### Najlepsza piosenka
- 'A Città 'E Pulecenella autorstwa Claudio Mattone z filmu Scugnizzi
- Fiorenzo Carpi - piosenka z filmu Il prete bello
- Mario Nascimbene - piosenka z filmu Blue dolphin - l'avventura continua
- Ennio Morricone - piosenka z filmu Dr Grasler (Mio caro dottor Gräsler)
- Enzo Jannacci i Paolo Jannacci - piosenka z filmu Piccoli equivoci

### Najlepsza scenografia
- Dante Ferretti – Głos księżyca (La voce della luna)
- Giantito Burchiellaro – Dr Grasler (Mio caro dottor Gräsler)
- Amedeo Fago i Franco Velchi – Otwarte drzwi (Porte aperte)
- Mario Garbuglia – Skąpiec (L'avaro)
- Franco Velchi – Il male oscuro

### Najlepsze kostiumy
- Gianna Gissi – Otwarte drzwi (Porte aperte)
- Milena Canonero i Alberto Verso – Dr Grasler (Mio caro dottor Gräsler)
- Maurizio Millenotti – Głos księżyca (La voce della luna)
- Danda Ortona – Scugnizzi
- Graziella Virgili – Historia o chłopcach i dziewczętach (Storia di ragazzi e di ragazze)

### Najlepszy montaż
- Nino Baragli – Głos księżyca (La voce della luna)
- Nino Baragli – Tournée (Turnè)
- Ruggero Mastroianni – Senator (Dimenticare Palermo)
- Simona Paggi – Otwarte drzwi (Porte aperte)
- Amedeo Salfa – Historia o chłopcach i dziewczętach (Storia di ragazzi e di ragazze)

### Najlepszy dźwięk
- Remo Ugolinelli – Otwarte drzwi (Porte aperte)
- Franco Borni - Czerwony lobik (Palombella rossa)
- Tiziano Crotti - Tournée (Turnè)
- Raffaele De Luca - Historia o chłopcach i dziewczętach (Storia di ragazzi e di ragazze)
- Remo Ugolinelli - Piccoli equivoci

### Najlepszy film zagraniczny
- Stowarzyszenie Umarłych Poetów (Dead Poets Society), reż. Peter Weir

### Nagroda David Luchino Visconti
- Eric Rohmer

### Nagroda Premio Alitalia
- Nino Manfredi

### Nagroda specjalna
- Alberto Sordi